# Spintharus
L'aranya del gènere Spintharus es reprodueix des del nord-est dels Estats Units fins al Brasil, amb una espècie trobada al Pakistan. És molt similar al gènere Thwaitesia, i ambdues similars a l'Episinus. A diferència dels Argyrodes, tenen dos bolets en lloc d'un colulus.
Els espècimens de S. flavidus són variables en estructura. Només alguns tenen una elevada regió de l'ull o monticles a la part anterior de l'abdomen. Les femelles del F. gracilis són 3.7mm de llarg, els mascles 2.3mm.

## Taxonomia
- Spintharus argenteus Dyal, 1935 (Pakistan)
- Spintharus flavidus Hentz, 1850 (dels EUA fins a Bolívia, Brasil)
- Spintharus gracilis Keyserling, 1886 (Brasil)